# سنکات
سنکات (به عربی: سنکات) یک منطقهٔ مسکونی در سودان است که در دریای سرخ (ایالت سودان) واقع شده‌است.